# Араужо-Уилсон, Джастин
Джа́стин Ара́ужо-Уи́лсон (англ. Justin Araujo-Wilson; 26 августа 2002 года, Тринидад и Тобаго) — тринидадский футболист, нападающий.

## Клубная карьера
Араужо-Уилсон — воспитанник клуба «Сан-Хуан Джаблоти». В 17 лет дебютировал за местную команду в чемпионате Тринидада и Тобаго по футболу. По итогам первого сезон забил 4 гола. Летом 2020 года форвард прошел просмотр в клуб второй чешской лиги «Высочина». По его итогам тринидадец подписал с ним контракт. Вскоре он дебютировал за него[уточнить].

## Карьера в сборной
Выступал за юношескую сборную Тринидада и Тобаго до 17 лет.